# 김지운 (작가)
김지운은 대한민국의 드라마 작가이다. 

## 극본

### 드라마
- 2012년 ~ 2013년 : SBS 주말특별기획드라마 《청담동 앨리스》(공동집필)
- 2015년 : SBS 드라마스페셜 《하이드 지킬, 나》(집필)
- 2019년 : SBS 금토드라마 《의사요한》(집필)
- 2021년 : tvN 수목미니시리즈 《멜랑꼴리아》(집필)
- 2024년 : MBC 금토드라마  《지금 거신 전화는》(집필)